# Arno Granroth
Arno Granroth   (4 de març de 1909 - 28 de juliol de 1989) fou un violinista finlandès.
Granroth va ser un important representant finès de l'Escola de violí francesa. Va estudiar a París com a alumne de Lucien Capet, Léon Nauwinck i Jacques Thibaud. Va ser primer violinista de l'Orquestra Simfònica de la Ràdio del 1938 al 1947 i professor de l'Acadèmia Sibelius des del 1946, professor des del 1950. Des del 1967 va ser professor de violí a l'Acadèmia Sibelius. Els estudiants de Granroth han estat molts futurs violinistes de primer nivell, com ara Tuomas Haapanen, Leena Siukonen, Pekka Kari, Paavo Pohjola, Heikki Hämäläinen, Hannele Segerstam, Erkki Kantola, Seija Salmiala i Simo Rautasuo.
El germà de Granroth era Artto Granroth, violoncel·lista de la Radio Orchestra i Sibelius Quartet (1914–1987), i la seva esposa era Kerttu Bernhard (1902-1944), pianista de concert i professora de piano.